# Perleťový pohár

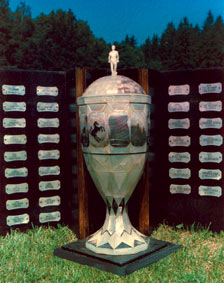
Perleťový pohár (od roku 1954)

Perleťový pohár je nejstarší fotbalový turnaj hraný v Česku nebo Československu, jehož historie sahá do roku 1932, kdy se uskutečnil tzv. nultý ročník. Turnaje se neúčastní pouze týmy z nižších lig, ale pravidelně také prvoligové a druholigové celky. Koná se pravidelně v létě v Žirovnici. Autorem původního poháru byl perleťářský mistr Čestmír Peřina, autory toho současného jsou perleťářský mistr bižutérie Miloslav Hejtmánek a akademický malíř Čestmír Hlavička ml.

## Historie
V roce 1919 vznikl v Žirovnici fotbalový klub a už v té době se začaly objevovat první myšlenky na každoroční pravidelný turnaj. K jeho realizaci došlo až o 13 let později, když byl v rámci otevírání hřiště v Baborách sehrán turnaj mezi místním AFK Žirovnice, AFK Žirovnice-zájezdová jedenáctka, AC Stadion České Budějovice, DSK Tábor, SK Počátky a SK Popelín. Během několika let tento sportovní podnik získával stále větší oblibu a s přibývajícími ročníky vyzrával jako dobré víno. Rok od roku se na turnaji objevovala mužstva stále zvučnějších jmen a už kolem 20. ročníku začínají do Žirovnice na “perleťák” přijíždět  ligová mužstva. K jedinému přerušení turnaje došlo v roce 1945, kdy končila druhá světová válka.
V roce 1983 se v rámci 50. ročníku poprvé v historii turnaje utkala obě pražská "S"; zároveň se jednalo o vůbec první derby pražských "S" mimo území Prahy.
Turnaje se také postupně účastnily zahraniční celky, ať už z Rakouska (např. S.V. Vorwärts 93 Ost - Alt-Wilhelmsburg či SC Amaliendorf), tak i ze Španělska (CD Logroñés) nebo ze Slovenska (např. FK Dukla Banská Bystrica či MFK Ružomberok). V roce 2018 se turnaje zúčastnil i reprezentační tým Bahrajnu.
Až do roku 1963 (30. ročník) se hrálo na hřišti v Baborách, od následujícího roku se hraje na stadionu Budín. Ten prošel v roce 2010 výměnou trávníku s celkovou rekonstrukcí hrací plochy a hrozilo, že 77. ročník se konat nebude (resp. se odehraje v následujícím roce). Vše se ovšem do konce července stihlo a FC Slavoj Žirovnice tak v tentokrát jednozápasovém turnaji hrál s Centropenem Dačice.
V roce 2012 (79. ročník) se Dukla Banská Bystrica stala historicky prvním zahraničním vítězem Perleťového poháru.

## První pohár v trvalém držení

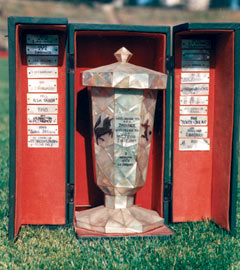
První Perleťový pohár, který v roce 1953 definitivně získali fotbalisté GZ Královo Pole

Pořadatelé turnaje rozhodli, že vyhraje-li některé mužstvo turnaj třikrát po sobě, či pětkrát “vůbec”, (tedy jaksi “na přeskáčku”) stane se jeho majitelem a pohár si může ponechat. S pozváním GZ Králova Pole se začal osud Perleťového poháru naplňovat. Brněnští turnaj vyhráli třikrát za sebou, když v kritickém dvacátém ročníku v roce 1953 Královo Pole neporazila ani kompletní Slavia Praha (tehdy pod hlavičkou Dynama), která měla pohár Žirovnici zachránit.
„Z rozhořčení nad výsledkem ani nebylo dopsáno v Knize o konání turnaje konečné score. GZ Královo Pole první pohár vyhrálo dvakrát za sebou v roce 1951 a 1952, pro rok 1953 byla pozvána Dynamo (Slavia) Praha, se kterou se počítalo, že Královo Pole porazí a pohár tak bude pro Žirovnici zachráněn. To se však nestalo a GZ Královo Pole vítězstvím třikrát za sebou se stalo definitivním vítězem a majitelem prvního poháru.“

## Nový pohár
Žirovničtí se však nechtěli vzdát svého už tehdy tak oblíbeného a populárního turnaje, a tak Miloslav Hejtmánek, uznávaný perleťářský mistr bižutérie,  (ve spolupráci s akademickým malířem Čestmírem Hlavičkou ml.) zhotovili pohár nový a snad daleko krásnější svého předchůdce a pořadatelé navázali správně dvacátým prvním ročníkem na tuto perleťovou tradici. V srpnu roku 1954 pokračoval turnaj tedy 21. ročníkem, ale s tou změnou, že Perleťový pohár bude věčně putovní.

## Přehled vítězů Perleťového poháru
Zdroj:

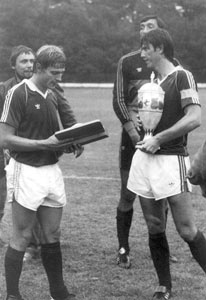
Jubilejní 50. ročník turnaje. První zápas pražských S mimo Prahu. Na fotce je Zdeněk Ščasný, Jozef Chovanec (s pohárem) a za ním brankář Jaroslav Olejár

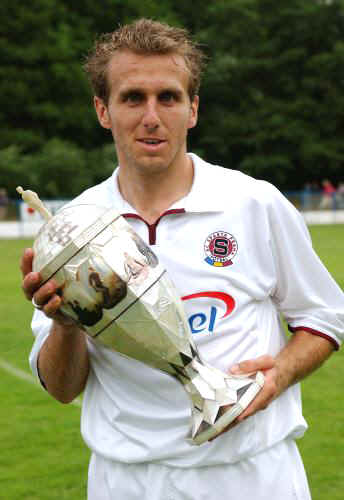
70. ročník turnaje. Na fotografii Karel Poborský

Vítězové jsou uvedeni pod tehdejšími názvy.
| #   | Rok  | Vítěz                       |     | #    | Rok                        | Vítěz                  |      | #                       | Rok  | Vítěz                 |  | #   | Rok  | Vítěz |
| --- | ---- | --------------------------- | --- | ---- | -------------------------- | ---------------------- | ---- | ----------------------- | ---- | --------------------- |  | --- | ---- | ----- |
| 1.  | 1933 | AFK Žirovnice               |     | 31.  | 1964                       | Spartak Hradec Králové |      | 62.                     | 1995 | FK Jablonec nad Nisou |  | 91. | 2026 |       |
| 2.  | 1934 | SK Meteor České Budějovice  | 32. | 1965 | Spartak Hradec Králové     | 63.                    | 1996 | Slavia Praha            | 92.  | 2027                  |  |     |      |       |
| 3.  | 1935 | AFK Žirovnice               | 33. | 1966 | SK Slavia Praha            | 64.                    | 1997 | Viktoria Plzeň          | 93.  | 2028                  |  |     |      |       |
| 4.  | 1936 | AFK Marathon Pelhřimov      | 34. | 1967 | Baník Ostrava              | 65.                    | 1998 | FK Jablonec nad Nisou   | 94.  | 2029                  |  |     |      |       |
| 5.  | 1937 | AFK Žirovnice               | 35. | 1968 | Sklo Union Teplice         | 66.                    | 1999 | Dukla Příbram           | 95.  | 2030                  |  |     |      |       |
| 6.  | 1938 | AC Stadion České Budějovice | 36. | 1969 | Sklo Union Teplice         | 67.                    | 2000 | Marila Příbram          |      |                       |  |     |      |       |
| 7.  | 1939 | SK České Budějovice         | 37. | 1970 | Sklo Union Teplice         | 68.                    | 2001 | Marila Příbram          |      |                       |  |     |      |       |
| 8.  | 1940 | SK Žirovnice                | 38. | 1971 | Baník Ostrava OKD          | 69.                    | 2002 | FK AS Pardubice         |      |                       |  |     |      |       |
| 9.  | 1941 | SK Žirovnice                | 39. | 1972 | Baník Most                 | 70.                    | 2003 | Sparta Praha            |      |                       |  |     |      |       |
| 10. | 1942 | AFK Marathon Pelhřimov      | 40. | 1973 | SONP Kladno                | 71.                    | 2004 | Bohemians Praha 1905    |      |                       |  |     |      |       |
| 11. | 1943 | DSK Tábor                   | 41. | 1974 | TŽ Třinec                  | 72.                    | 2005 | 1. FC Brno              |      |                       |  |     |      |       |
| 12. | 1944 | DSK Tábor                   | 42. | 1975 | SONP Kladno                | 73.                    | 2006 | Vysočina Jihlava        |      |                       |  |     |      |       |
| --- | 1945 | Konec 2. světové války      | 43. | 1976 | Sparta Praha ČKD           | 74.                    | 2007 | Marila Příbram          |      |                       |  |     |      |       |
| 13. | 1946 | SK Praha VIII               | 44. | 1977 | Baník UD Příbram           | 75.                    | 2008 | Dynamo České Budějovice |      |                       |  |     |      |       |
| 14. | 1947 | AFK Marathon Pelhřimov      | 45. | 1978 | Spartak BS Vlašim          | 76.                    | 2009 | Viktoria Žižkov         |      |                       |  |     |      |       |
| 15. | 1948 | Sokol Jihlava               | 46. | 1979 | Rudá Hvězda Cheb           | 77.                    | 2010 | Slavoj Žirovnice        |      |                       |  |     |      |       |
| 16. | 1949 | Sokol Jihlava               | 47. | 1980 | Rudá Hvězda Cheb           | 78.                    | 2011 | Bohemians Praha 1905    |      |                       |  |     |      |       |
| 17. | 1950 | SKP České Budějovice        | 48. | 1981 | TJ Vítkovice               | 79.                    | 2012 | Dukla Banská Bystrica   |      |                       |  |     |      |       |
| 18. | 1951 | GZ Královo Pole             | 49. | 1982 | TJ Vítkovice               | 80.                    | 2013 | Bohemians Praha 1905    |      |                       |  |     |      |       |
| 19. | 1952 | GZ Královo Pole             | 50. | 1983 | Sparta Praha ČKD           | 81.                    | 2014 | Vysočina Jihlava        |      |                       |  |     |      |       |
| 20. | 1953 | GZ Královo Pole             | 51. | 1984 | SK Slavia IPS Praha        | 82.                    | 2015 | 1. SC Znojmo FK         |      |                       |  |     |      |       |
| 21. | 1954 | Slavoj České Budějovice     | 52. | 1985 | Zbrojovka Brno             | 83.                    | 2016 | Vysočina Jihlava        |      |                       |  |     |      |       |
| 22. | 1955 | Rudá Hvězda Brno            | 53. | 1986 | Škoda Plzeň                | 84.                    | 2017 | Vysočina Jihlava        |      |                       |  |     |      |       |
| 23. | 1956 | Spartak Praha Stalingrad    | 54. | 1987 | Dynamo České Budějovice    | 85.                    | 2018 | Dukla Praha             |      |                       |  |     |      |       |
| 24. | 1957 | Spartak Praha Stalingrad    | 55. | 1988 | Spartak ZVÚ Hradec Králové | 86.                    | 2019 | FC Velké Meziříčí       |      |                       |  |     |      |       |
| 25. | 1958 | Spartak Královo Pole        | 56. | 1989 | Zbrojovka Brno             | ---                    | 2020 | epidemie covidu-19      |      |                       |  |     |      |       |
| 26. | 1959 | Spartak Královo Pole        | 57. | 1990 | SK Slavia Praha            | 87.                    | 2021 | AFC Humpolec            |      |                       |  |     |      |       |
| 27. | 1960 | Dynamo České Budějovice     | 58. | 1991 | Dukla Praha                | ---                    | 2022 | oprava stadiónu         |      |                       |  |     |      |       |
| 28. | 1961 | Dynamo České Budějovice     | 59. | 1992 | BOBY Brno                  | 88.                    | 2023 | FSC Stará Říše          |      |                       |  |     |      |       |
| 29. | 1962 | VCHZ Pardubice              | 60. | 1993 | Viktoria Žižkov            | 89.                    | 2024 | Jiskra Třeboň           |      |                       |  |     |      |       |
| 30. | 1963 | Spartak KPS Brno            | 61. | 1994 | SK Slavia Praha            | 90.                    | 2025 | AC Sparta Praha „B“     |      |                       |  |     |      |       |

## Nejúspěšnější týmy
Vítězové jsou uvedeni pod současnými nebo posledními názvy.
| Klub                       | Vítězství | Vítězné ročníky                    |
| -------------------------- | --------- | ---------------------------------- |
| FC Lerk Brno               | 6         | 1951, 1952, 1953. 1958, 1959, 1963 |
| SK Dynamo České Budějovice | 6         | 1938, 1939, 1960, 1961, 1987, 2008 |
| FC Slavoj Žirovnice        | 6         | 1933, 1935, 1937, 1940, 1941, 2010 |
| SK Slavia Praha            | 5         | 1966, 1984, 1990, 1994, 1996       |
| 1. FK Příbram              | 5         | 1977, 1999, 2000, 2001, 2007       |
| Bohemians Praha 1905       | 5         | 1956, 1957, 2004, 2011, 2013       |
| FC Zbrojovka Brno          | 4         | 1985, 1989, 1992, 2005             |
| FC Vysočina Jihlava        | 4         | 2006, 2014, 2016, 2017             |
| AC Sparta Praha            | 3         | 1976, 1983, 2003                   |
| FK Pelhřimov               | 3         | 1936, 1942, 1947                   |
| FK Teplice                 | 3         | 1968, 1969, 1970                   |
| FC Hradec Králové          | 3         | 1964, 1965, 1988                   |
| SK Meteor České Budějovice | 2         | 1934, 1954                         |
| FK Tábor                   | 2         | 1943, 1944                         |
| TJ Sokol Bedřichov         | 2         | 1948, 1949                         |
| FC Baník Ostrava           | 2         | 1967, 1971                         |
| SK Kladno                  | 2         | 1973, 1975                         |
| TJ Rudá hvězda Cheb        | 2         | 1979, 1980                         |
| FC Vítkovice               | 2         | 1981, 1982                         |
| FC Viktoria Plzeň          | 2         | 1986, 1997                         |
| FK Jablonec                | 2         | 1995, 1998                         |
| FK Viktoria Žižkov         | 2         | 1993, 2009                         |
| FK Dukla Praha             | 2         | 1991, 2018                         |

Týmy s jedním vítězstvím:
- FK Admira Praha – (1946)
- SKP České Budějovice – (1950)
- TJ Rudá hvězda Brno – (1955)
- FK Pardubice 1899 – (1962)
- FK Baník Most 1909 – (1972)
- FK Fotbal Třinec – (1974)
- FC Graffin Vlašim – (1978)
- FK Slovan Pardubice – (2002)
- FK Dukla Banská Bystrica – (2012)
- 1. SC Znojmo – (2015)
- FC Velké Meziříčí – (2019)[4]
- AFC Humpolec – (2021)
- FSC Stará Říše – (2023)
- Jiskra Třeboň	– (2024)
- AC Sparta Praha „B“ – (2025)

Poznámky:
- SK Meteor České Budějovice (existoval 1922–1964) působil od roku 1953 pod názvem DSO Slavoj České Budějovice. Od roku 1957 vystupoval jako TJ Slavoj České Budějovice a o pět let později zanikl sloučením s českobudějovickým Dynamem.[5]